# Ormiston (Écosse)
Pour les articles homonymes, voir Ormiston.
Ormiston est un village situé dans la région de l’East Lothian en Écosse.
Il a été fondé en 1735 par John Cockburn (en).